# Imber tropicus
Imber tropicus là một loài bướm đêm thuộc họ Sphingidae là thành viên duy nhất của chi Imber. Nó được mô tả bởi Moulds năm 1983. Nó được tìm thấy ở phía bắc nhiệt đới Úc, bao gồm cả Northern Territory, Queensland và Tây Úc.
Sải cánh dài khoảng 80 mm. Con trưởng thành màu nâu hơi xám.
Ấu trùng có thể ăn các loài Rosaceae.